# Angle d'incidence (optique)
Pour les articles homonymes, voir Incidence.
Ne doit pas être confondu avec Incidence (aérodynamique).

Schéma indiquant l'angle d'incidence : Θ est l'angle d'incidence du rayon incident en rouge sur le milieu de couleur verte.

L’angle d’incidence en optique et plus généralement en mécanique ondulatoire est l'angle entre la direction de propagation de l'onde incidente et la normale au dioptre ou à l'interface considérée. Le rayonnement incident peut être par exemple de type lumineux, acoustique, sismique, X, etc.
Cet angle intervient notamment dans les lois de Snell-Descartes et les lois de la réflexion, mais aussi dans de nombreuses formules et lois de l'électromagnétisme. Par exemple, le déphasage d'une onde lors de la réflexion sur une surface dépend de son angle d'incidence et l'angle de déviation se calcule par rapport à l'angle d'incidence. De manière plus générale, les coefficients de Fresnel sont dépendants entièrement de l'angle d'incidence :
{\displaystyle r={\frac {n_{1}\cos {(\theta _{i})}-n_{2}\cos {(\theta _{t})}}{n_{1}\cos {(\theta _{i})}+n_{2}\cos {(\theta _{t})}}}t={\frac {2n_{1}\cos {(\theta _{i})}}{n_{1}\cos {(\theta _{i})}+n_{2}\cos {(\theta _{t})}}}}.
Où n1 et n2 sont les indices de réfraction des milieux, θi l'angle d'incidence, θt l'angle de l'onde transmise. r et t sont les coefficients de réflexion et de transmission respectivement.
En optique géométrique, l'angle d'incidence se définit entre un « rayon incident » et la normale à la surface, le plan contenant le rayon et la normale étant nommé « plan d'incidence ».

## Angles d'incidence particuliers

Angle d'incidence, angle de réfraction limite et réflexion totale.

Il existe un angle d'incidence pour lequel l'onde réfractée est confondue avec l'interface entre les deux milieux, donnant naissance à la réflexion totale. Cet angle d'incidence est nommé « angle de réfraction limite » ou plus simplement « angle limite ».
Un angle d'incidence de 0° avec la normale est appelé un angle d’incidence normal, et par simplification il est dit qu'on est en « incidence normale ». Dans ce cas, l'angle de réfraction est nul.

En optique physique, les ondes polarisées, l'angle d'incidence pour lequel le coefficient de réflexion s'annule pour une des polarisations est appelé angle de Brewster.